# Pizza frita

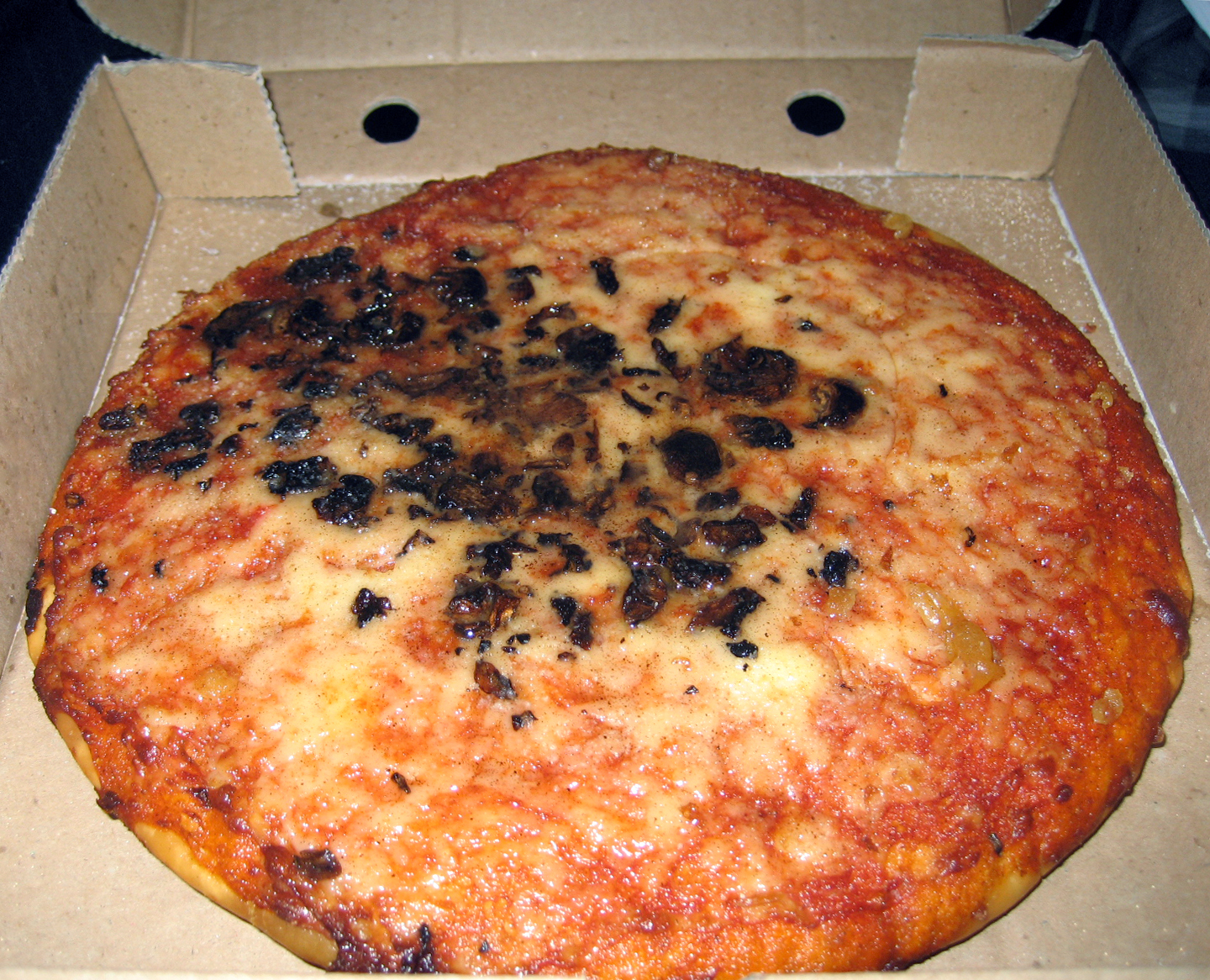
Pizza frita em Glasgow.

Pizza frita (ou deep-fried pizza, em inglês) é um prato da culinária da Escócia.
Como o nome já sugere, consiste numa pizza frita, com a particularidade de partilhar o polme e o óleo utilizados para fritar peixe, salsichas e outros alimentos. São utilizadas pizzas previamente cozidas no forno, sendo completamente envolvidas no polme antes de serem mergulhadas no óleo fervente. No fim da fritura, as pizzas adquirem uma cor dourada.
Este prato é normalmente vendido nas lojas de fritura de peixe, na Escócia.